# Estudiantil Rebaza Acosta
El Estudiantil Rebaza Acosta, conocido como Rebaza Acosta, es un club de voleibol peruano con sede en la Provincia Constitucional del Callao que participa en la Liga Nacional Superior de Voleibol del Perú.

## Historia
El club fue formado en el IEP Alfredo Rebaza Acosta en la Urbanización Los Jazmines del distrito del Callao.
A inicios de 2014, tras vencer a IPR de Lima por 3 sets a 2, clasificó al Cuadrangular de Ascenso/Permanencia a la Liga Intermedia donde enfrentó a Huaquillay, Sherekhan de Huánuco y UCV de Chimbote donde ganó el cuadrangular y junto al equipo chimbotano lograron ascender a la Liga Nacional Intermedia 2014.
En 2015 fue retirado de la Liga Intermedia por la Federación Peruana de Voleibol cuando el equipo se encontraba en primer lugar.
En abril de 2016 ganó el Torneo Regional José Olaya y clasificó al torneo de Promoción/Permanencia a la Liga Intermedia donde luego de vencer a ABC San Felipe logró el retorno a esa categoría.
Tras ganar la Liga Intermedia clasificó al Cuadrangular de Ascenso o Permanencia de 2018 donde quedó en tercer lugar detrás de Túpac Amaru y Universidad César Vallejo que obtuvieron el pase a la Liga Nacional Superior de Voleibol Femenino 2018-19.
En 2019 ganó nuevamente la Liga Intermedia y jugó el Cuadrangular de Ascenso o Permanencia donde luego de vencer en la última fecha 3-1 a Latino Amisa obtuvo el segundo lugar que le otorgó el ascenso a la Liga Nacional Superior de Voleibol Femenino 2019-20.
En la Liga Nacional Superior de Voleibol Femenino 2020-21 clasificó a la fase final tras vencer 3-2 a Jaamsa en el grupo B de la Etapa 2. Tras perder la semifinal con Regatas Lima, Rebaza enfrentó por el tercer lugar a Circolo Sportivo Italiano que se quedó con el lugar en el podio tras ganar los dos partidos.
Terminó en el puesto 7 en la Etapa 1 de la Liga Nacional Superior de Voleibol Femenino 2021-22 por lo que pasó a jugar la Serie B del torneo donde terminó en primer lugar y quinto en la clasificación general. En la Liga Nacional Superior de Voleibol Femenino 2022-23 clasificó a la segunda etapa donde no pudo lograr uno de los cupos a las semifinales del torneo.
En la Liga Nacional Superior de Voleibol Femenino 2023-24 clasificó al octogonal por el título donde terminó en cuarto lugar. En cuartos de final enfrentó a Géminis siendo eliminado en el tercer partido por 3 sets a 1.

## Palmarés
- Liga Intermedia de Vóleibol de Perú (2): 2018, 2019.
- Subcampeón de la Liga Intermedia de Vóleibol de Perú: 2017.